# Mohamed Amine Belaid
Mohamed Amine Belaid, né le 3 janvier 1990, est un joueur de handballeur algérien,,,

## Biographie
- 2010-2017 ESAT Ain Touta

- 2017-2018 El-Gharafa/Qatar

## Palmarès

### avec les Clubs
ES Aïn Touta
- Vainqueur de la coupe d'Algérie des U-21 :  2011

- Vainqueur de la  Coupe d'Algérie :  2018

### avec l'Équipe d'Algérie
Championnat du monde junior
- 19e au Championnat du monde junior 2009  ( Égypte)
- 14e au  Championnat du monde junior  2011 ( Grèce)

Championnat du monde jeunes
- 14e au Championnat du monde jeunes 2007 ( Bahreïn)
- 14e au Championnat du monde jeunes 2009 ( Tunisie)

Championnats d'Afrique
- 6e place au Championnat d'Afrique 2018 ( Gabon)